# Тенезмы
Тенезмы — ложный болезненный позыв к дефекации или мочеиспусканию.
Обычно встречаются при раздражении интрамуральных нервных сплетений толстого кишечника, что бывает, например, при дизентерии.

## Механизм
Данный симптом является важным диагностическим признаком, позволяющим установить адекватный дифференциальный диагноз при определении типа поражения пищеварительной системы. Это связано с тем, что разные заболевания могут поражать различные уровни пищеварительной системы, проявляясь в виде синдромов гастрита, гастроэнтерита и гастроэнтероколита. Наличие среди жалоб пациента ложных позывов к дефекации является одним из диагностических признаков язвенного колита.